# Jiří Gaisler
Jiří Gaisler (3. července 1934 Praha – 17. července 2014 Brno) byl český zoolog. V průběhu let vykonal množství cest při nichž se věnoval výzkumu v oboru zoologie a také přednáškám.

## Život
Narodil se v Praze, ale celé dětství prožil v Hradci Králové, kde byl jeho otec dětským lékařem. Po absolvování místního gymnázia byl přijat do Prahy na biologickou fakultu Univerzity Karlovy. Zde promoval v roce 1957 v oboru zoologie. V říjnu téhož roku nastoupil na místo aspiranta do Laboratoře pro výzkum obratlovců ČSAV v Brně. Zde v roce 1961 úspěšně obhájil disertační práci v oboru zoologie obratlovců. Od roku 1969 působil jako odborný asistent katedry zoologie a antropologie Přírodovědecké fakulty Univerzity Jana Evangelisty Purkyně v Brně (dnes Masarykova univerzita). Zde byl posléze jmenován docentem (1979) a profesorem (1991). V roce 1992 mu byl udělen titul doktor věd.
V rámci své profese se zúčastnil řady zahraničních cest. V roce 1962 byl členem expedice do Bulharska, o několik let později působil v Afghánistánu, v roce 1969 následovala expedice do Egypta, v roce 1980 byl na expedici v SSSR, v období let 1981–1983 působil jako expert v Alžírsku a v roce 1988 byl na stáži v USA.
Pracoval v různých vědeckých společnostech a byl prvním předsedou České společnosti pro ochranu netopýrů (ČESON) založené v roce 1991. V roce 2004 po něm byl pojmenován netopýr Plecotus teneriffae gaisleri – netopýr středozemský.
Společensky významná činnost profesora Gaislera byla oceněna mj. udělením Ceny města Brna za rok 1999 v oboru přírodních věd.
Jeho specializací během celé vědecké kariéry byli netopýři. Seznam jeho prací týkajících se netopýrů je uveden v publikaci A tribute to bats. Do povědomí veřejnosti se zapsal množstvím populárních přednášek i několika pořady v televizi.
Kromě prací o netopýrech je autorem nebo spoluautorem několika monografií – za všechny lze uvést Savci s klíčem k určování našich savců, přeloženou do několika světových jazyků, Zoologii obratlovců nebo jeho poslední dílo Savci České republiky. Rovněž byl autorem několika vysokoškolských skript a stovek odborných i populárně-naučných příspěvků v periodikách. Dále je třeba uvést opakovaná vypracování Klíče k určování našich savců, na nichž s ním spolupracovali různí zoologové a ilustrátoři. Jeho lásku k jazzové hudbě dokumentuje knížka Jazz klub Brno 1957–1988.

## Dílo

### Monografie, chronologicky
- Zoologie obratlovců. 3., přepracované vyd. Praha: Academia, 2018. 693 s. ISBN 978-80-200-2702-3. – Spoluautor 3. vyd. Jan Zima.
- Jazz klub Brno 1957–1988. Brno: J. Gaisler, 2012; 2. vyd. 2013, ISBN 978-80-260-4196-2.
- Savci České republiky: popis, rozšíření, ekologie, ochrana. Praha: Academia, 2012, ISBN 978-80-200-2185-4 – spoluautor Miloš Anděra; 2., uprav. vyd. 2019, ISBN 978-80-200-2994-2.
- Atlas savců České a Slovenské republiky. Praha: Academia, 2002, ISBN 80-200-1026-2 – spoluautor Jan Dungel.
- Enzyklopädie der Säugetiere. Hanau: Werner Dausien, 1997. 496 s. ISBN 3-7684-2750-1  – spoluautor Jan Zejda; vydáno postupně v pěti evropských jazycích.
- Savci. Praha: Academia, 1997, ISBN 80-85277-92-1 – spoluautor Jan Zejda; přeložena do němčiny, polštiny, finštiny a francouzštiny.
- Úvod do zoologie obratlovců. 5., částečně upravené vyd. Brno: Masarykova univerzita, 1994. 275 s. ISBN 80-210-1022-3.
- European Bat Research 1987. Prague: Charles University Press, 1989. 718 s. – Ed. Vladimír Hanák, Ivan Horáček, Jiří Gaisler.
- Za oponou přírody. Praha: Panorama, 1984 – fotografie Miloš Anděra, kresby Jan Dungel.
- Zoologie obratlovců. Praha: Academia, 1983; 2. přeprac. vyd. 2007, ISBN 978-80-200-1484-9 – spoluautor 2. vyd. Jan Zima.
- Naši savci. Praha: Academia, 1979 – spoluautoři Jaroslav Pelikán a Pavel Rödl.

### Audiovizuální dokumenty
- Vzkaz Jiřího Gaislera. Režie a scénář M. Polák, dramaturgie O. Pruša. Česká televize. Premiéra 24. 10. 2010 na ČT2 ve 22.20 hod. In: iVysílání [online]. ©1996–2017 [cit. 3. 9. 2017]. Dostupné z: Přední český zoolog a spoluautor monumentálního díla Savci světa, které zaznamenalo výrazné zahraniční uznání